# Arijon Ibrahimović
Arijon Ibrahimović (tiếng Albania: Arijon Ibrahimi; sinh ngày 11 tháng 12 năm 2005) là một cầu thủ bóng đá chuyên nghiệp người Đức thi đấu ở vị trí tiền vệ cho câu lạc bộ Bayern München tại Bundesliga.

## Danh hiệu

#### Bayern München
- Bundesliga: 2022–23